# Kourion
Kourion (Oudgrieks: Κούριον), ook Curias (Plinius, V 13.) of Latijn: Curium, was een stad op Cyprus vanaf de oudheid tot de middeleeuwen. Kourion lag ten westen van de rivier de Lycus (16 mijlpalen van Amathus, Tab. Peut.), en werd vermeld door vele antieke auteurs waaronder Claudius Ptolemaeus (V 14 § 2.), Stephanus van Byzantium, Hierocles en Plinius de Oudere.

## Geschiedenis
De vroegste geattesteerde nederzetting in Kourion dateerde uit de 14e of 13e eeuw v.Chr. en werd gesticht door Achaeërs. Men vindt reeds in de 11e eeuw v.Chr. gouden voorwerpen in de necropool van Kourion, wat zou kunnen wijzen op handelsrelaties.
De eerste – min of meer zekere – vermelding van Kourion in de historische bronnen was op het prisma van Esarhaddon uit 673/672 v.Chr. Het was de hoofdstad van een gelijknamig koninkrijk.  Koning Stesenor verried zijn bondgenoten gedurende de Ionische Opstand (Herod., V 113.). De volgende koning van Kourion waarover we iets vernemen, was waarschijnlijk de laatste: Pasikrates, die met de rest van de Cypriotische vloot uitvoer om Alexander de Grote te helpen bij zijn belegering van Tyrus in 332 v.Chr.
Tijdens de hellenistische en Romeinse periode kwam Kourion tot volle bloei. Het werd zelfs een bisschopszetel in de christelijke tijd. Toen het in 332 en 342 na Chr. door een aardbeving werd getroffen, werd het kort nadien herbouwd. Van de bisschoppen moeten Philoneides, een martelaar onder Diocletianus, en Zeno, die voor de autocephalie van de Cypriotische kerk pleitte op het concilie van Efeze, worden vermeld.

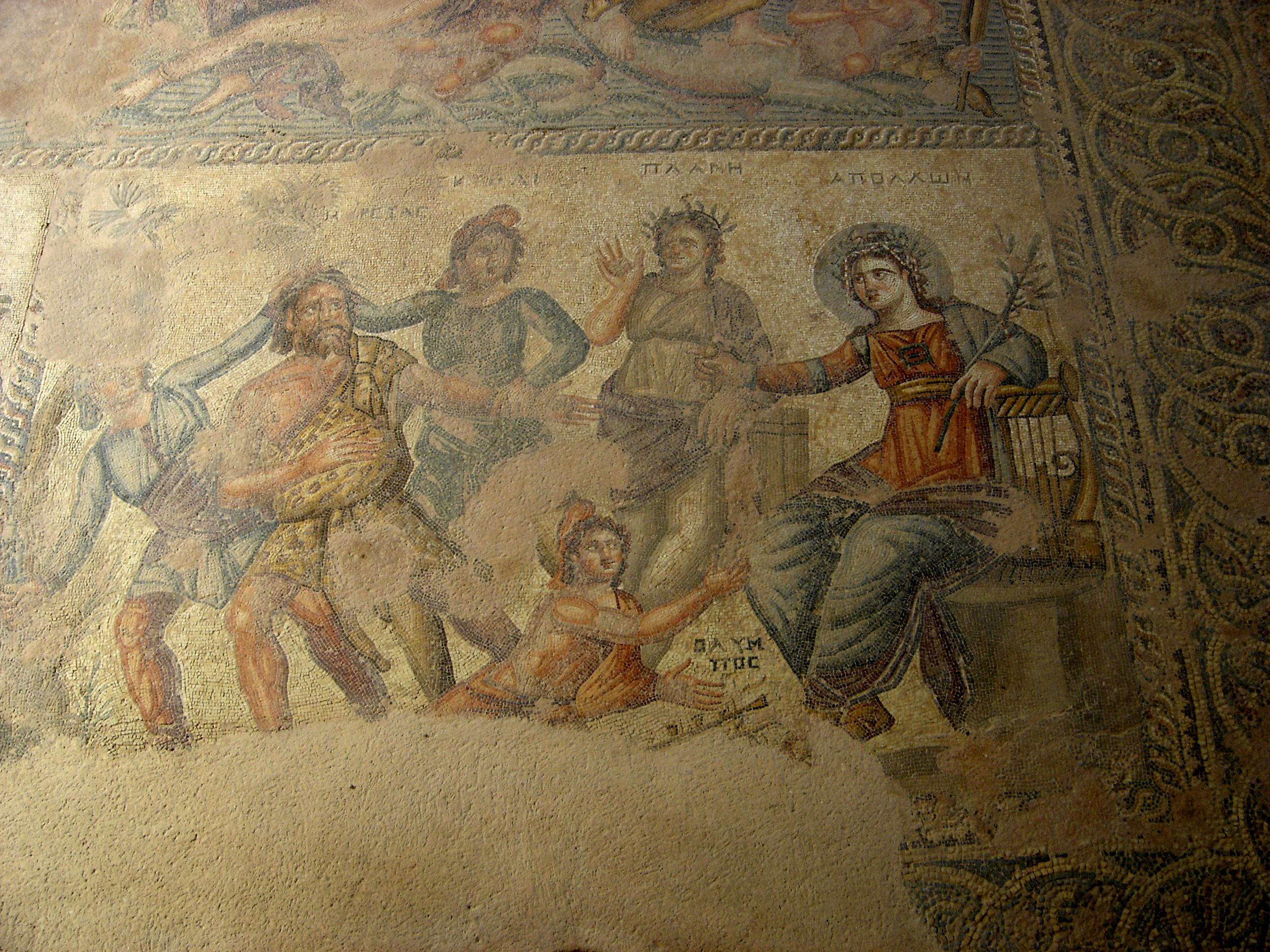
Romeinse mozaïek met een voorstelling van de bestraffing van Marsyas in Kourion.

In de buurt van de stad was een kaap (Φρούριον, Ptol., V 14 § 2.), vanwaar men heiligschenners die het hadden gewaagd het altaar van Apollo Hylates aan te raken, in zee wierp. (Strabo, XIV 6.1.3.). De stad onderging verschillende fases gedurende de hellenistische, Romeinse en christelijke periode. Om deze reden heeft de stad een grote agora en kan men er nog een vroegchristelijke basiliek binnen de stadsmuren vinden. Verder heeft men er grote openbare baden, die met koude, warme en hete spa's waren uitgerust, alsook een nymphaeum met een groot achthoekig zwembad in de stad teruggevonden. In het grote amfitheater, dat aan 2000 toeschouwers plaats bood, werden voornamelijk gladiatorenspelen gehouden. Daarom is er in de stad een palaestra of een trainingsplaats voor gladiators. De hele stad heeft mooie vloermozaïeken en ze zijn voornamelijk in het huis van Achileas en het privébadhuis van de stichter van de stad gevonden.
Drie kilometer van de stad vandaan was een heiligdom van Apollo Hylates met overweldigende Cypro-Korinthische zuilen. Op dezelfde locatie werd ook een heiligdom voor een bosgod, daterend uit 6.000 v.Chr., gevonden. Tussen Kourion en het heiligdom van Apollo in ligt een ongeveer 400 m lang stadion, dat plaats bood aan wel 7.000 toeschouwers en werd gebruikt voor verscheidene sportwedstrijden.
Deze prachtige stad wordt gedacht in de 7e eeuw te zijn verwoest door een reeks van vijf sterke aardbevingen die de stad over een periode van 80 jaar beroerden. Dit bracht onvermijdelijk het einde van de stad met zich mee.

## Ruïnes

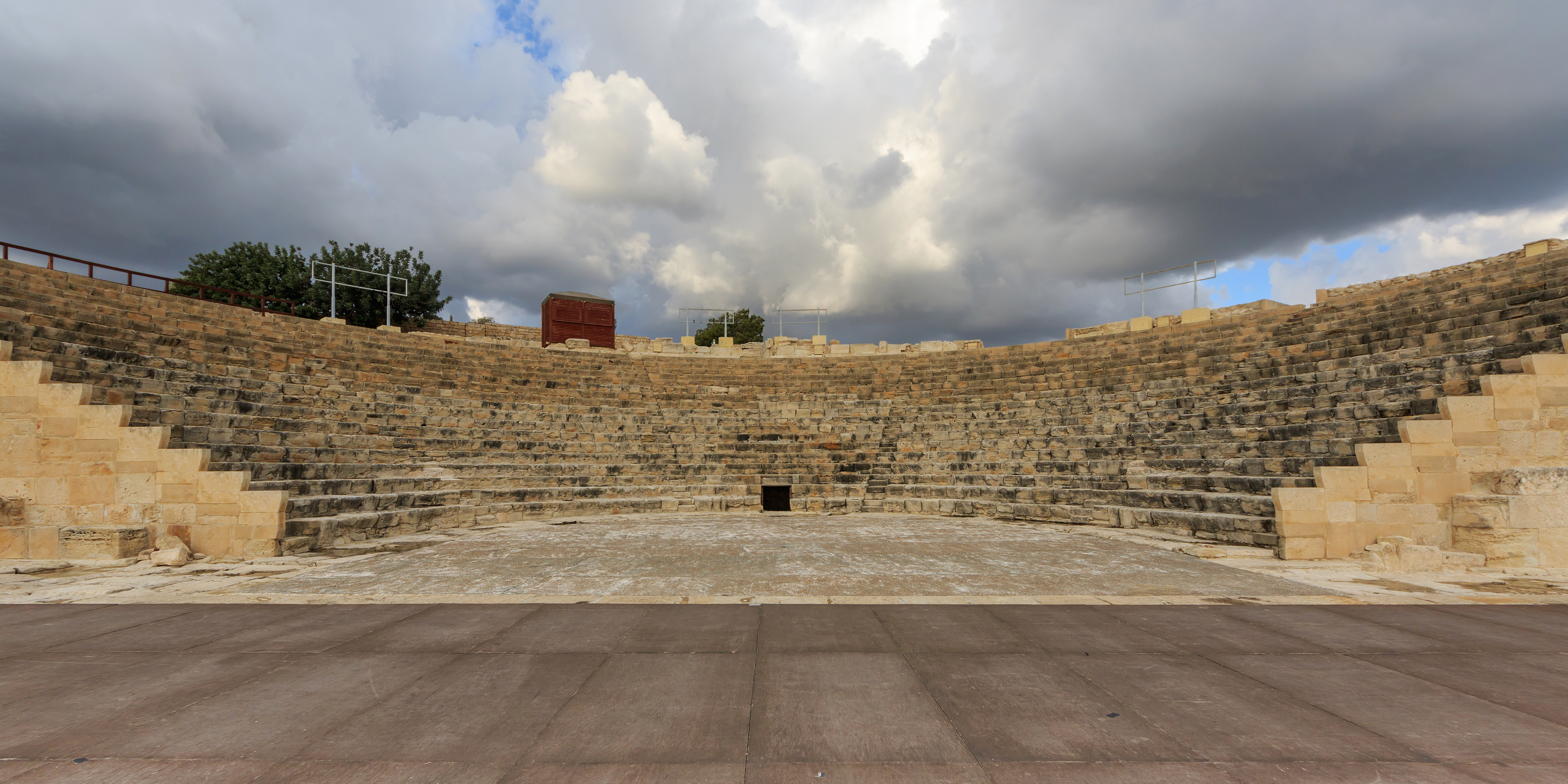
Kourions Grieks-Romeins theater aan het forum.

De ruïnes van Kourion, nabij het huidige Episkopi, bevinden zich op een van de vruchtbaarste plaatsen van het eiland, met uitgestrekte ruïnes waaronder goedbewaarde mozaïeken. Eveneens interessant zijn de publieke baden, het nymphaeum, de necropool, het Fonteinhuis, het Huis van de Gladiator en het Huis van Achilles. De spectaculairste site van Kourion is het Grieks-Romeinse amfitheater of forum (zie afbeelding), dat geheel is gerestaureerd en tegenwoordig wordt gebruikt voor openluchtconcerten en -toneel.
Verscheidene artefacten werden in de late 19e eeuw door de beruchte schattenjager Luigi Palma di Cesnola, die als consul van de Verenigde Staten op Cyprus verbleef, weggehaald uit Kourion. Deze werden naar de V.S. vervoerd, waar ze het leeuwendeel van de eerste tentoonstelling van het New Yorkse Metropolitan Museum of Art zouden uitmaken. Enkele ervan worden nog steeds tentoongesteld. Duizenden andere stukken werden echter verkocht aan de Stanford-universiteit en verwoest door een aardbeving die Californië teisterde in 1906. Een derde deel van deze collectie belandde in het Semitische Museum van de Harvard-universiteit.

## Bekende inwoners
- Kleon, schrijver van de Argonautica
- Hermeias, een lyrisch dichter

## Voetnoten
1. ↑  Herodotus, V 113, Strabo, XIV 6.1.3.
2. ↑  Het is niet zeker of de naam Kir in een Egyptische inscriptie in Medinet Habu uit de tijd van Ramses III (12e eeuw v.Chr.) terugslaat op Kourion.
3. ↑  D. Soren, The Day the World Ended At Kourion: Reconstructing an Ancient Earthquake, in National Geographic 174 (1988), pp. 30-53.
4. ↑  R. Pococke, Trav., II, p. 329; W.H. Engel, Kypros. Eine Monographie, I, Berlijn, 1841, p. 118.
5. ↑  Bowl with handles terminating in lotuses [Cypriot; Said to be from Kourion (74.51.5673)] en Shepherd's crook [Cypriot; Said to be from Kourion (74.51.5570)], in Timeline of Art History, New York, 2000–.
6. ↑  Cesnola Collection at the Semitic Museum at Harvard University.
7. ↑  The Cesnola Collection from Ancient Cyprus.